# درع الساق

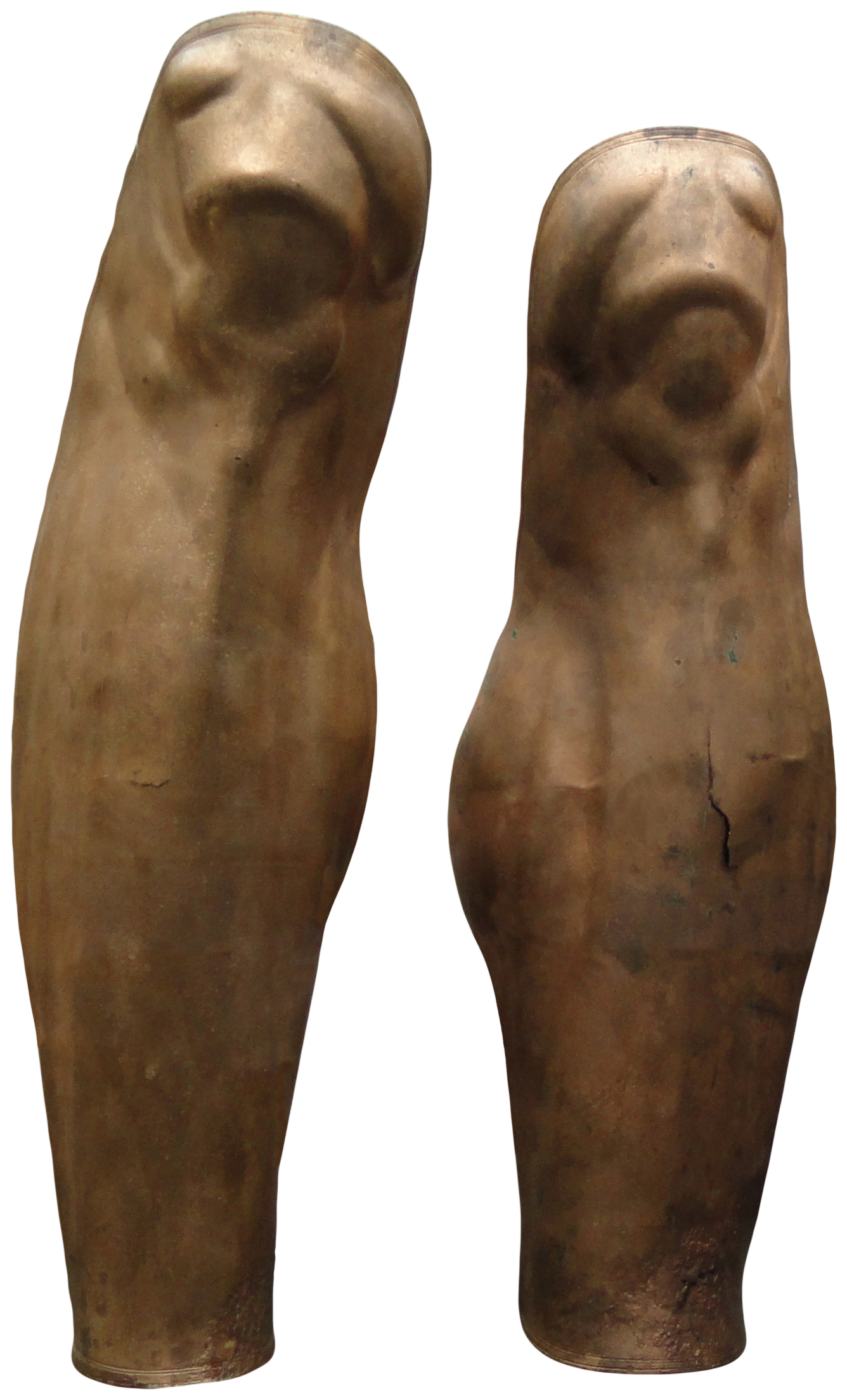

درع الساق هي قطعة من الدرع تحمي الساق.

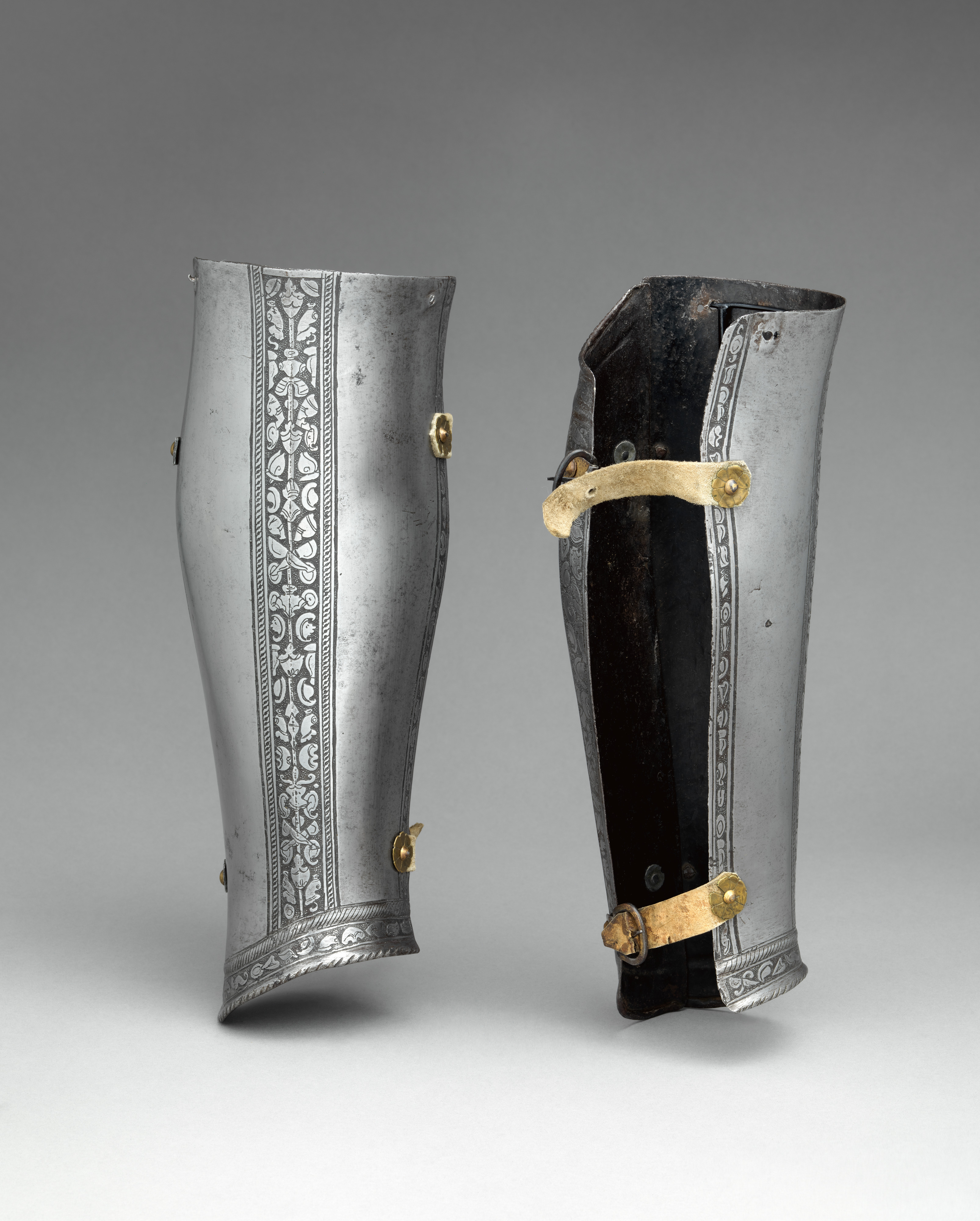
درع ساق إيطالية من القرن الخامس عشر